# Ecyrus pacificus
Ecyrus pacificus är en skalbaggsart som beskrevs av Linsley 1942. Ecyrus pacificus ingår i släktet Ecyrus och familjen långhorningar. Inga underarter finns listade i Catalogue of Life.